# 柄田毅
柄田 毅（つかだ たけし、1968年 - ）は、日本の研究者。文京学院大学人間学部教授、文京学院大学ふじみ野幼稚園の園長を兼務。

## 来歴
- 1987年東京都立田無高等学校を卒業。
- 1991年東京学芸大学大学院教育学研究科障害児教育専攻修士課程を修了。

東京都立東大和療育センター指導員/言語療法士／臨時言語聴覚士、文京学院大学人間学部の専任講師を経て、現在は文京学院大学人間学部教授として、「特別な支援を要する子ども・大人の支援・指導法の検討」と「障害児・者に対する余暇的活動を通じた対人交流支援の検討」を研究テーマとする。

## 専門分野
- 聴覚言語障害学
- 障害児/者支援法

## 論文等
- 柄田毅, 金子智栄子「実習評価と進路希望に影響する幼稚園教育実習の経験について」『文京学院大学研究紀要』第6巻第1号、大井町 (埼玉県) : 文京学院大学総合研究所、2004年、139-147頁、CRID 1520853832861827072、ISSN 1347166X。
- 金子智栄子, 柄田毅, 牧田薫, 高橋真由美「274 幼稚園教育実習に関する研究I : 実習園からの評価と関連する要因について(口頭発表II(保育者の専門職性・養成8))」『日本保育学会大会発表論文集』、日本保育学会大会準備委員会、2004年4月、548-549頁、CRID 1544231895051055104。
- 澤江幸則, 柄田毅「「発達的観点」からみた子どもの養護についての研究:養護実践内容と「発達的観点」との関連性についての予備的基礎研究」『文京学院大学総合研究所紀要』第6号、大井町 (埼玉県) : 文京学院大学総合研究所、2006年2月、125-136頁、CRID 1520290885439598848、ISSN 18830242。
- 柄田毅, 日名子孝三, 澤江幸則「情報教育機器を用いた障害児に対する余暇活動支援の検討」『文京学院大学総合研究所紀要』第8号、大井町 (埼玉県) : 文京学院大学総合研究所、2007年12月、149-162頁、CRID 1520009408869276672、ISSN 18830242。
- 柄田毅「保育者養成における現場実習に関連した情報保護について」『文京学院大学人間学部研究紀要』第10巻第1号、東京 : 文京学院大学総合研究所、2008年、265-273頁、CRID 1520290882572882048、ISSN 18807569。
- 永久ひさ子, 柄田毅「大学生における発達障害理解とその促進要因」『文京学院大学総合研究所紀要』第10号、大井町 (埼玉県) : 文京学院大学総合研究所、2009年12月、205-222頁、CRID 1520290882279647232、ISSN 18830242。
- 「特別支援に関連する多領域専門性の教育・研修に関する研究」『文京学院大学総合研究所紀要』第11巻、2010年、205-210頁、CRID 1010282257016593547。
- 板倉達哉, 柄田毅, 長崎勤「<資料>他者との共同行為による幼児のタスク習熟度の発達」『障害科学研究』第34巻、障害科学学会、2010年3月、129-138頁、CRID 1050282677531231616、ISSN 18815812。
- 澤江幸則, 齊藤まゆみ, 柄田毅, 井田智之, 村上祐介, 牧佑耕, 荒川歩美, 中原陽子「体育専攻学生のアダプテッド・スポーツ活動への関心を高めるための教育内容について : 非体育専攻学生との比較を通して」『障害者スポーツ科学』第9巻第1号、日本アダプテッド体育・スポーツ学会、2011年、35-45頁、CRID 1390282681076321920、doi:10.20796/jjadss.9.1_35、ISSN 1348-6055。
- 中山智晴, 柄田毅, 小栗俊之「持続型社会を目指した新しい環境教育実践領域の構築に向けた研究」『文京学院大学総合研究所紀要』第13号、大井町 (埼玉県) : 文京学院大学総合研究所、2012年12月、5-17頁、CRID 1520572358321178368、ISSN 18830242。
- 柄田毅, 板倉達哉「地域発達相談における大学付設機関の役割について」『文京学院大学人間学部研究紀要』第18巻、東京 : 文京学院大学総合研究所、2017年、89-95頁、CRID 1520572359887213312、ISSN 18807569。
- 森下葉子, 加須屋裕子, 椛島香代, 小栗俊之, 金子智栄子, 柄田毅, 鳩山多加子「大学内子育て支援施設の役割と課題 : 地域利用者からの声をもとに」『文京学院大学人間学部研究紀要』第18巻、東京 : 文京学院大学総合研究所、2017年、37-45頁、CRID 1520853834865129472、ISSN 18807569。
- 柄田毅, 佐藤香織, 加須屋裕子「大学の子育て支援施設における発達の相談への対応について」『文京学院大学人間学部研究紀要』第19巻、東京 : 文京学院大学総合研究所、2018年、115-121頁、CRID 1520290884911160960、ISSN 18807569。
- 椛島香代, 森下葉子, 木村学, 柄田毅, 木村浩則, 松村和子, 鳩山多可子「保育・教育職に必要なストレス耐性 : 専門職養成の在り方を考える」『文京学院大学総合研究所紀要』第18号、大井町 (埼玉県) : 文京学院大学総合研究所、2018年2月、141-154頁、CRID 1520009408596570880、ISSN 18830242。
- 柴田貴美子, 嶋﨑寛子, 川端佐代子, 栗城洋平, 西方浩一, 柄田毅, 板倉達哉, 御殿谷美紗子, 小林莉菜, 小林建哉, 染谷真希, 林英恵「学齢期の発達障害児とその保護者へのSSTプログラムの効果」『文京学院大学総合研究所紀要』第18号、大井町 (埼玉県) : 文京学院大学総合研究所、2018年2月、103-110頁、CRID 1520572358254871808、ISSN 18830242。
- 柄田毅, 梶原隆之, 幡山久美子, 藤京子「東京都の高等学校に在籍している生徒の貧困に関する調査 : 日本教育福祉学会 調査研究プロジェクト報告」『人間教育と福祉』第10号、ふじみ野 : 日本教育福祉学会、2021年、169-180頁、CRID 1520291856313268736、ISSN 24338613。
- 柄田毅, 荻原純子, 岡部裕美, 伊藤英夫, 文野洋「大会準備委員会企画シンポジウム 多様な特性をもつ子どもの育ちを考える」『子育て研究』第13巻、所沢 : 日本子育て学会、2023年3月、48-53頁、CRID 1520861305843589760、ISSN 21890870。
- 長野祐一郎, 柄田毅, 大島和臣「重度知的障害者の生活支援におけるICT活用と臨床的実践」『文京学院大学総合研究所紀要』第24号、大井町 (埼玉県) : 文京学院大学総合研究所、2024年3月、197-204頁、CRID 1520863102287387136、ISSN 18830242。

## 著書
- 松村和子, 澤江幸則, 神谷哲司, 足立智昭『保育の場で出会う家庭支援論 : 家族の発達に目を向けて』建帛社〈シードブック〉、2010年。
- 本郷一夫, 有川宏幸, 飯島典子 (幼児教育), 石川由美子, 岡村由紀子, 金谷京子, 澤江幸則, 杉山弘子, 柄田毅, 常田秀子, 寺見陽子, 森正樹 (特別支援教育)『障害児保育』（第3版）建帛社〈シードブック〉、2015年。
- 金谷京子, 澤江幸則, 藤井和枝, 白石京子, 根岸由紀, 柄田毅, 小野里美帆, 森正樹 (特別支援教育), 大石幸二, 和田香誉, 阿部利彦『発達と保育を支える巡回相談 : 臨床発達支援とアセスメントのガイドライン』金子書房、2018年。